# Seeprovinzen

Lage der Seeprovinzen Kanadas

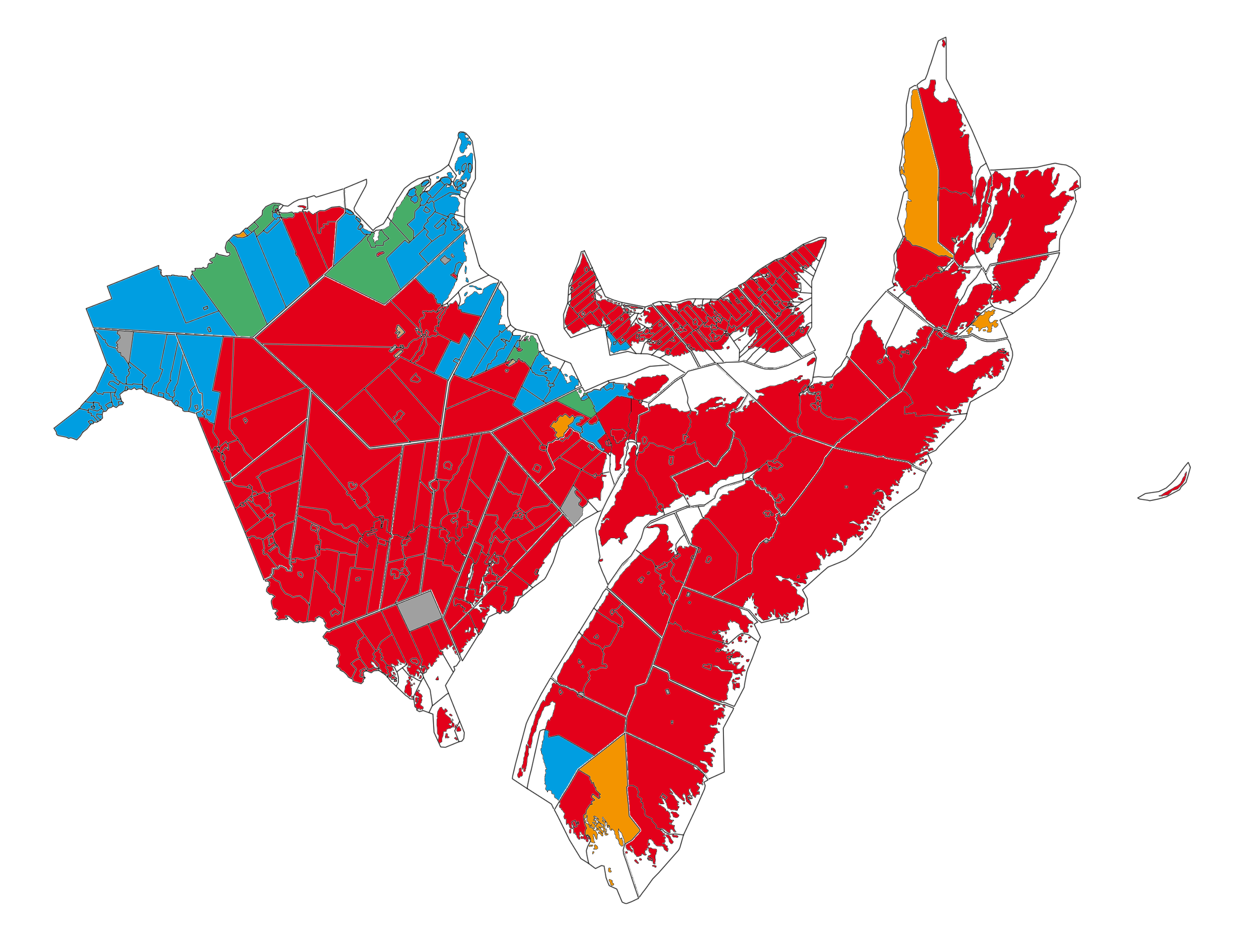
Sprachverteilung in den Seeprovinzen. Rot: anglophone Mehrheit (< 33 % Frankophone), Orange: anglophone Mehrheit (> 33 % Frankophone), Blau: frankophone Mehrheit (< 33 % Anglophone), Grün: frankophone Mehrheit (> 33 % Anglophone)

Seeprovinzen (engl. Maritime provinces, Canadian Maritimes oder einfach the Maritimes; frz. provinces maritimes) bezeichnet die kanadischen Provinzen New Brunswick, Nova Scotia und Prince Edward Island, die am südlichen Abschnitt der kanadischen Atlantikküste liegen.
Im Süden grenzen die Seeprovinzen an Maine in den USA, im Nordwesten an die Gaspésie-Halbinsel und im Nordosten werden sie durch den Sankt-Lorenz-Golf von Neufundland getrennt. Neufundland und Labrador wird in der Regel nicht in die Gruppe der Seeprovinzen gerechnet, sondern bildet zusammen mit den drei Seeprovinzen die atlantischen Provinzen. In den Seeprovinzen gilt im Gegensatz zu Neufundland die Atlantikzeit (UTC−4).
Die Seeprovinzen sind allerdings weniger eine geographische, als vielmehr eine historische und kulturelle Einheit. Die Franzosen bezeichneten die heutigen Seeprovinzen und einen Teil Neuenglands als Akadien. Das Gebiet war allerdings seit seiner „Entdeckung“ durch die Europäer zwischen Engländern und Franzosen umstritten. Mit dem Pariser Frieden 1763 kamen die heutigen Seeprovinzen endgültig zu England. Von dieser bewegten Geschichte zeugt noch heute die Zweisprachigkeit der Provinzen, die allerdings nur in New Brunswick, wo besonders viele Akadier leben, offiziell ist. New Brunswick und Nova Scotia gehörten 1867 zu den Gründerprovinzen der Kanadischen Föderation, während Prince Edward Island dem Bundesstaat erst 1873 beitrat (siehe Geschichte Kanadas).

## Bevölkerung
Der Zensus im Jahr 2016 ergab für die drei Seeprovinzen zusammen 1.813.606 Einwohner. Dabei ist die Bevölkerungsdichte im Vergleich zu Gesamtkanada überdurchschnittlich. In New Brunswick liegt sie bei 10,5 Einw./km² und in Prince Edward Island bei 25,1 Einw./km².

## Größte Städte
Die Liste umfasst nur Städte mit über 25.000 Einwohnern.
| Stadt                             |  |  | Provinz              | Einwohner |
| --------------------------------- |  |  | -------------------- | --------- |
| Halifax                           |  |  | Nova Scotia          | 403.390   |
| Moncton                           |  |  | New Brunswick        | 144.810   |
| Saint John                        |  |  | New Brunswick        | 126.202   |
| Fredericton                       |  |  | New Brunswick        | 101.760   |
| Cape Breton Regional Municipality |  |  | Nova Scotia          | 098.722   |
| Charlottetown                     |  |  | Prince Edward Island | 065.523   |
| Truro                             |  |  | Nova Scotia          | 045.753   |
| New Glasgow                       |  |  | Nova Scotia          | 034.487   |
| Bathurst                          |  |  | New Brunswick        | 031.110   |
| Miramichi                         |  |  | New Brunswick        | 027.523   |
| Kentville                         |  |  | Nova Scotia          | 026.222   |